# Gyratricella attemsi
Gyratricella attemsi är en plattmaskart som först beskrevs av Carl Graf Attems 1897, och fick sitt nu gällande namn av Tor Karling 1955. Gyratricella attemsi ingår i släktet Gyratricella och familjen Polycystididae. Arten är reproducerande i Sverige. Inga underarter finns listade i Catalogue of Life.